# Fallingice
Fallingice — італійський рок-гурт, що суміщує у піснях риси гранжу, металу, хард-року та емо. Перші пісні: «Another Day» (2001), «No Meaning» (2002) та «Unclear»(2003) взяли нагороди «Coop For Music Contest».
2006 року було видано перший міні-альбом «Lymph».
У липні 2010 року видано перший студійний альбом «Meatsuit», який включив у себе відео до пісень: «Breathing Machine», «Unclear», «Teenage boy». Два з них були показані на A-One Україна протягом 2012—2013 років.
Відеокліп «Breathing Machine» у серпні 2011 отримав статус «відео тижня» на каналі «Rock TV».

## Дискографія

### Студійні альбоми
- Meatsuit — (2010)

### EP
- Lymph — (2006)

### Сингли
| Рік  | Назва                 | Жанр                             |
| ---- | --------------------- | -------------------------------- |
| 2001 | «Another Day»         | пост-гранж, емо                  |
| 2003 | «Unclear»             | гранж                            |
| 2011 | «Breathing Machine»   | гранж, альтернативний метал, емо |
| 2013 | «Unclear» (перезапис) | гранж                            |
| 2013 | «Teenage Boy»         | альтернативний метал, гранж      |

### Відеокліпи
- Breathing Machine[2] (2011)
- Unclear[3] (2013)
- Teenage Boy[4] (2013)